# Raerener Steinzeug

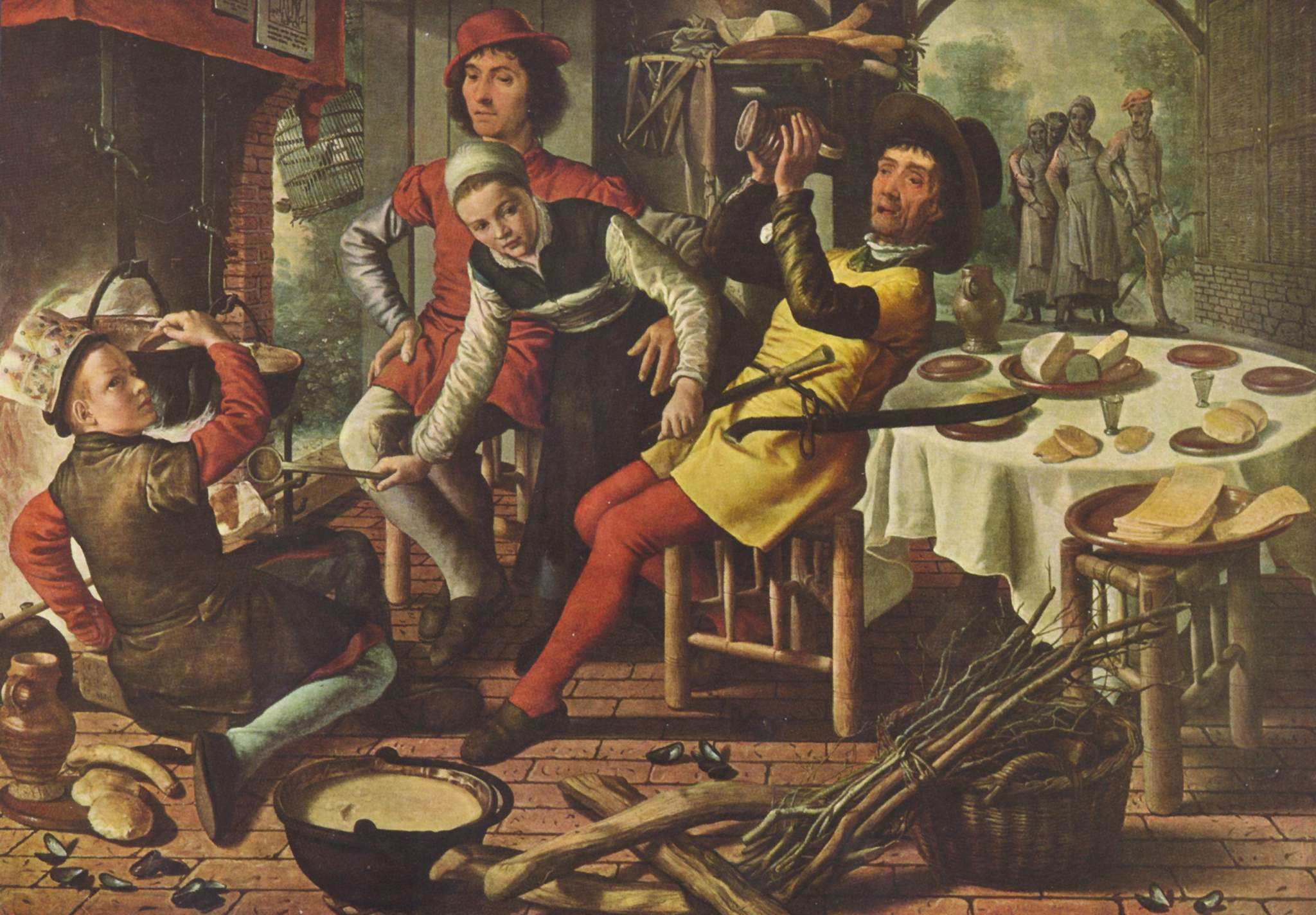
Das Ölbild Bauern am Kochherd von Pieter Aertsen (1560) zeigt die Verwendung von Raerener Steinzeugkrügen.

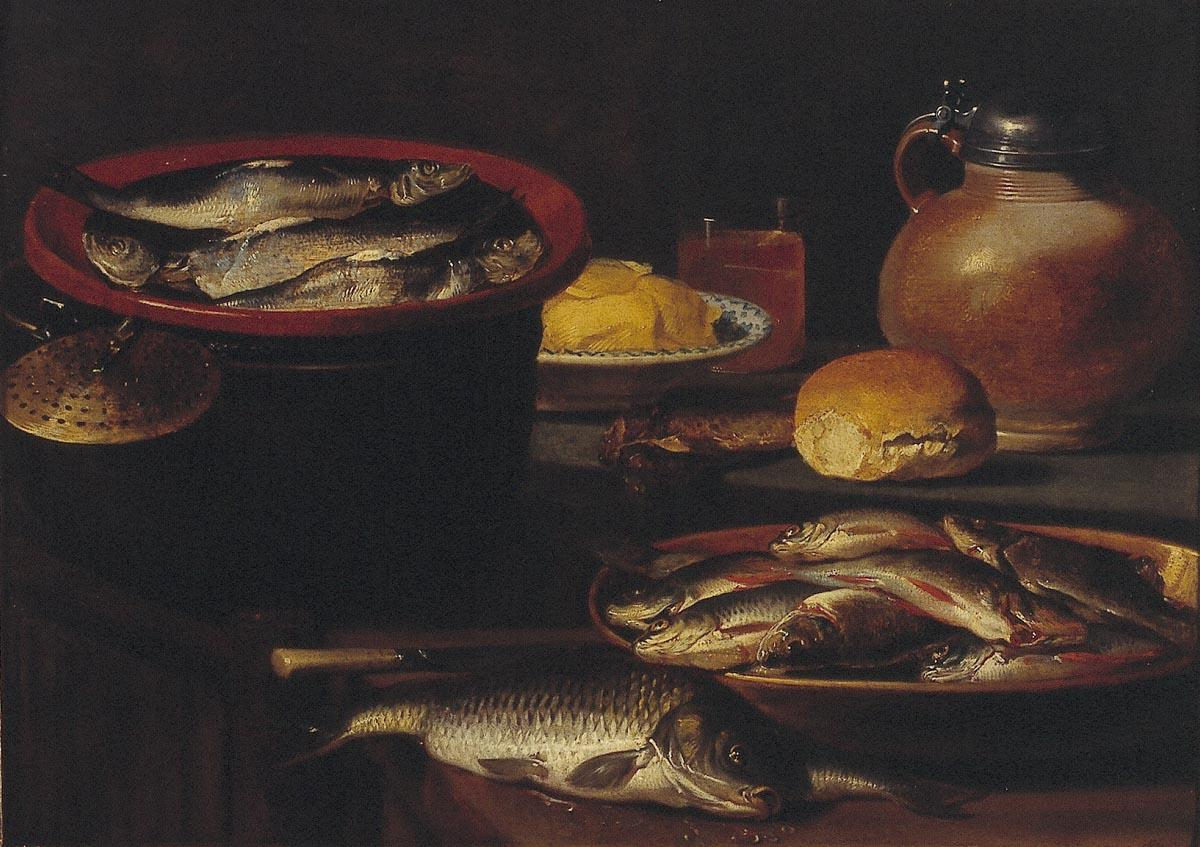
Stillleben mit Fischen und einem (Raerener) Krug von P.V. Plas (vor 1650)

Raerener Steinzeug ist eine keramische Warenart, die in der frühen Neuzeit im heute in Belgien gelegenen Töpferort Raeren produziert wurde, wobei die Bezeichnung die gesamte Steinzeugproduktion zwischen Verviers, Eynatten und Aachen zusammenfasst. Das Raerener Steinzeug zählt zu den Rheinischen Steinzeugwaren. Kennzeichnend ist eine kräftige rotbraune Salzglasur, die der des Frechener Steinzeugs ähnelt. Ihren Höhepunkt hatte die Raerener Steinzeugproduktion in der zweiten Hälfte des 16. Jahrhunderts. Heute gelten die Produkte der Raerener Steinzeugherstellung als europäisches Kulturerbe.

## Geschichte
Im Töpferrevier von Raeren setzt die Herstellung von Steinzeug vermutlich schon um 1400 ein. Anfangs wurden Steinzeuggefäße produziert, die noch große Ähnlichkeit mit zeitgleichen Erzeugnissen aus Südlimburg und Langerwehe aufweisen. Um 1500 beginnt die Produktion von Steinzeuggefäßen mit überregionaler Bedeutung. Wirken die Produkte des frühen 16. Jahrhunderts noch derb und primitiv, so wandelt sich hier die Steinzeugherstellung ab der Mitte des 16. Jahrhunderts zum Kunsthandwerk. Zu Beginn dieser Entwicklung kam es zum Zusammenschluss der Raerener Töpfer mit Töpfern aus den Nachbardörfern Neudorf, Kettenis-Merols und Titfeld. Aus der zweiten Hälfte des 16. Jahrhunderts sind etwa 50 Töpfermeister des Töpfereibezirks, die sich „Potbäcker“ nannten, bekannt. Maßgebend waren jedoch die Werkstätten der Familie Mennicken, deren bekanntester Meister Jan Emens Mennicken war. Des Weiteren erlangten die Töpferfamilien Kalf und Kran Bedeutung.
Der Aufschwung der Raerener Töpfereien steht anscheinend im Zusammenhang mit der Vertreibung der Steinzeugtöpfer aus Köln nach 1566. Möglicherweise fanden Kölner Werkmänner in Raerener Werkstätten eine neue Anstellung und brachten ihr technisches Wissen und Motivvorlagen mit. Seit dieser Zeit werden in der Raerener Töpferkunst Elemente der Hochrenaissance in das bis dato noch gotisch geprägte Typenspektrum eingeführt.
Während des letzten Viertels des 16. Jahrhunderts erreichten die Raerener Töpferwerkstätten ihren künstlerischen und wirtschaftlichen Höhepunkt.
Analog zu der Entwicklung in Siegburg kam es auch in Raeren zu Beginn des 17. Jahrhunderts zu einer Abwanderung vieler Töpfer in den Westerwald und das Kannenbäckerland. Die zurückgebliebenen Töpfermeister stellten nach und nach die Herstellung von Gefäßen mit rotbrauner Salzglasur ein und wechselten im 17. Jahrhundert ebenfalls zur blau-grauen Ware, die stilistisch an den barocken Steinzeugerzeugnissen des Westerwaldes (Westerwälder Steinzeug) angelehnt ist. Sie erweiterten ihr Formenspektrum um Bierkrüge beziehungsweise Humpen.
Nach den 30er Jahren des 17. Jahrhunderts verlieren die Raerener Werkstätten endgültig an Bedeutung. Äußere Gründe für den Niedergang sind nicht auszumachen. Im 18. Jahrhundert produzierten die ansässigen Töpfer vor allem Bierkrüge ohne künstlerische Höhe.

## Technik

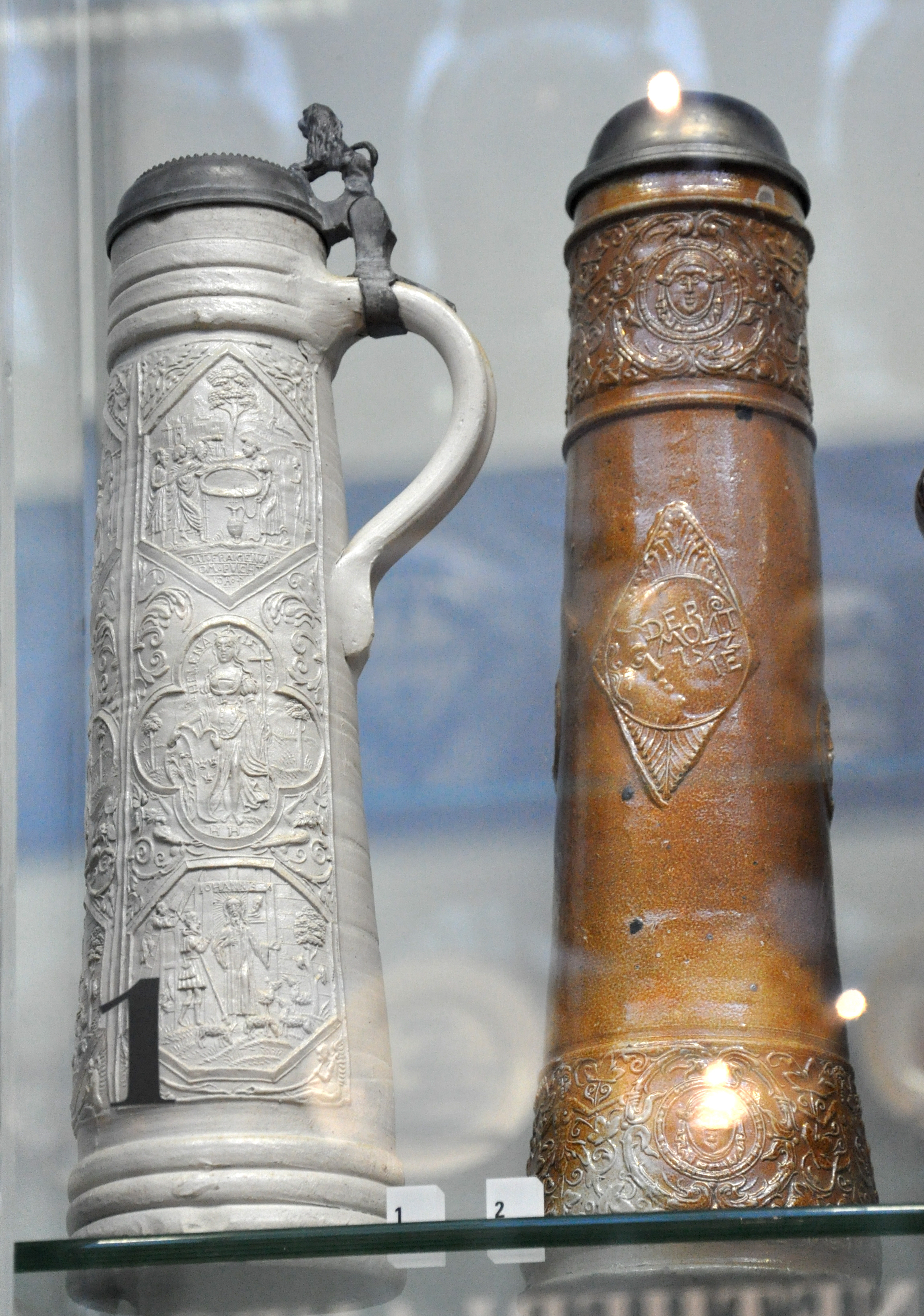
Schnelle Jan Emens Mennickens (rechts) im Vergleich mit einem Gefäß gleichen Typs von Hans Hilgers aus Siegburg (links).

Für das Töpferrevier Raeren wurde der Ton südlich von Aachen aus den regionalen Tonlagerstätten  zwischen Lichtenbusch, Berlotte und Kettenis abgebaut. Der Ton brennt zu einem grauen bis gelbbraunen Scherben. Er ist derber als die Tone der Lagerstätten, auf die die Kölner oder Siegburger Werkstätten zugreifen konnten.
Raerener Steinzeug wurde in der Regel mit einer hell- bis rotbraunen Engobe unter einer transparenten Salzglasur versehen. Dieser Anguss ähnelt den Glasuren, die in Köln und Frechen verwendet wurden. Ähnlich wie Anno Knütgen in Siegburg, jedoch drei Jahre früher und mit größerem Erfolg, experimentierte in Raeren Jan Emens Mennicken ab 1584 mit kobaltblauen Glasuren.

## Formenspektrum
Das Formenspektrum des im Raerener Töpferrevier produzierten Steinzeugs bestand zunächst aus Gebrauchskeramik wie Kannen, Krügen und Trinkgeschirr. Die Raerener Töpfer kopierten in der Regel Gefäßformen aus Köln, Frechen und Siegburg. Jedoch konnten die Raerener Tonlager keine so feinen Tone liefern, die die Ausgestaltung ähnlich filigraner Reliefauflagen zuließen. So legten die Raerener Töpfer die Gewichtung vor allem auf eine exakte Formgebung.

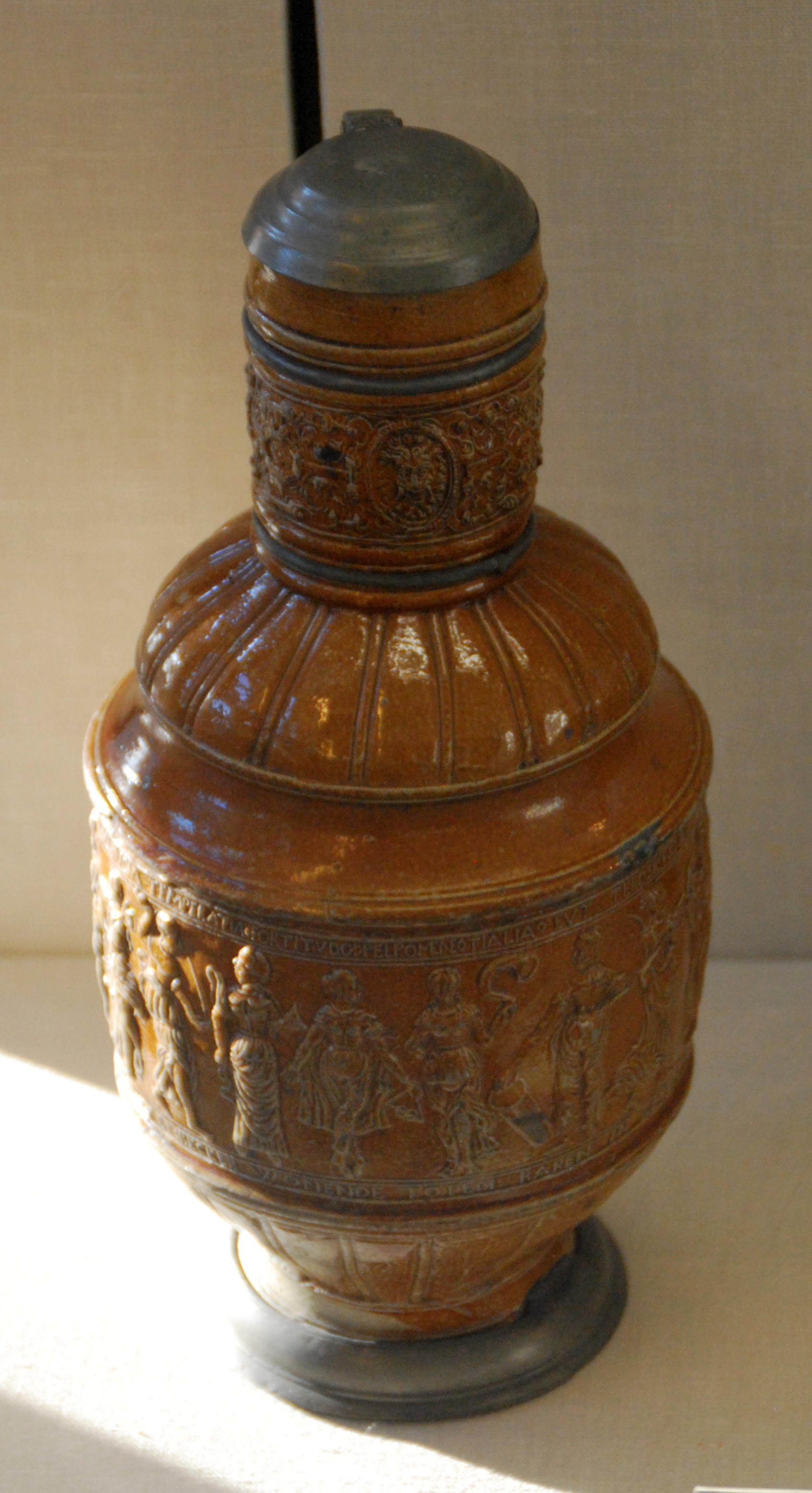
Zylinderbauchkrug von Baldem Mennicken mit Bauerntanzmotiv (um 1575).

Die Produkte des Töpferreviers zwischen Verviers, Hauset, Eynatten und Aachen wirken im Dekor und Ausgestaltung der Ware einheitlich. Gefäße aus der ersten Hälfte des 16. Jahrhunderts erscheinen noch recht grobschlächtig. In der 2. Hälfte des 16. Jahrhunderts sind sie auf ihrem kunsthandwerklichen Höhepunkt. Die Produkte wirken nun exakter und feiner gearbeitet, auch wenn sie nicht die filigrane Dünnwandigkeit des Siegburger Steinzeugs erreichen. In der Motivwahl für die Dekorauflagen dominiert das Thema Bauerntanz, beziehungsweise Bauernhochzeit, nach zeitgenössischen Kupferstichen von Sebald Beham.
Ein weiteres beliebtes Motiv ist die Darstellung der damals sieben Kurfürsten des Deutschen Reiches auf Krügen mit einem zylindrischen Gefäßkörper.

### Dreihenkelkrug
Der Dreihenkelkrug ist die führende Leitform des Raerener Steinzeugs. Um 1500 begannen die Raerener Töpfer Krüge mit drei statt wie sonst üblich mit nur einem Bandhenkel zu versehen. Dieses Merkmal ist auch noch bei den kunsthandwerklich höherstehenden Krügen der zweiten Hälfte des 16. Jahrhunderts zu finden.

### Zylinderbauchkrug
Eine weitere für Raeren charakteristische Gefäßform ist der sogenannte Zylinderbauchkrug. Bei diesem Krug ist der sonst bauchige Gefäßkörper zylindrisch begradigt, so dass eine Fläche für einen Bilderfries entsteht. Diese Fläche wurde häufig mit dem Motiv Bauerntanz, beziehungsweise Bauernhochzeit, oft nach Kupferstichen von Sebald Beham dekoriert.
Andere Zylinderbauchkrüge zeigen die alttestamentliche Darstellung der Geschichte der Susanna im Bade nach Stichen von Abraham de Bruyn. Diese werden nach ihrem Bildmotiv auch Susannenkrüge genannt.

### Raerener Gesichtskrug
Um 1500 entstanden in Raeren bauchige Krüge mit eingeritzten, in Partien auch modellierten, Konturen männlicher Gesichter mit Bart oberhalb der Gefäßmitte. Im Gegensatz zum Bartmannkrug ist das Gesicht nicht auf eine modellierte Maskenauflage beschränkt. Gesichtskrüge können mit einem Bandhenkel ausgestattet sein oder in der für Raeren typischen Dreihenkelform auftreten.
Ähnlich wie bei den Bartmannkrügen aus dem Aachen-Raerener Raum finden sich auch bei den Gesichtskrügen Dudelsackbläser.

### Raerener Bartmannkrug
In der zweiten Hälfte des 16. Jahrhunderts wurden auch in Raeren Bartmannkrüge hergestellt. Als Bartmann werden birnenförmige Trink- und Ausschankkrüge bezeichnet, die auf Hals und Gefäßschulter eine einzelne bärtige, männliche Gesichtsmaske tragen. Dieser Gefäßtyp nach Kölner Vorbild findet sich im 16. Jahrhundert in nahezu allen rheinischen Töpfereizentren. Für Bartmannkrüge aus Raeren sind neben der kräftiger eingefärbten Salzglasur sehr lange Bärte bei der Ausgestaltung der Gesichtsauflage typisch.
Eine weitere Besonderheit in Raeren sind Dudelsack blasende Bartmänner, wie sie in ähnlicher Form noch aus einer Töpferei in der Aachener Franzstraße bekannt sind.

## Brennhilfen

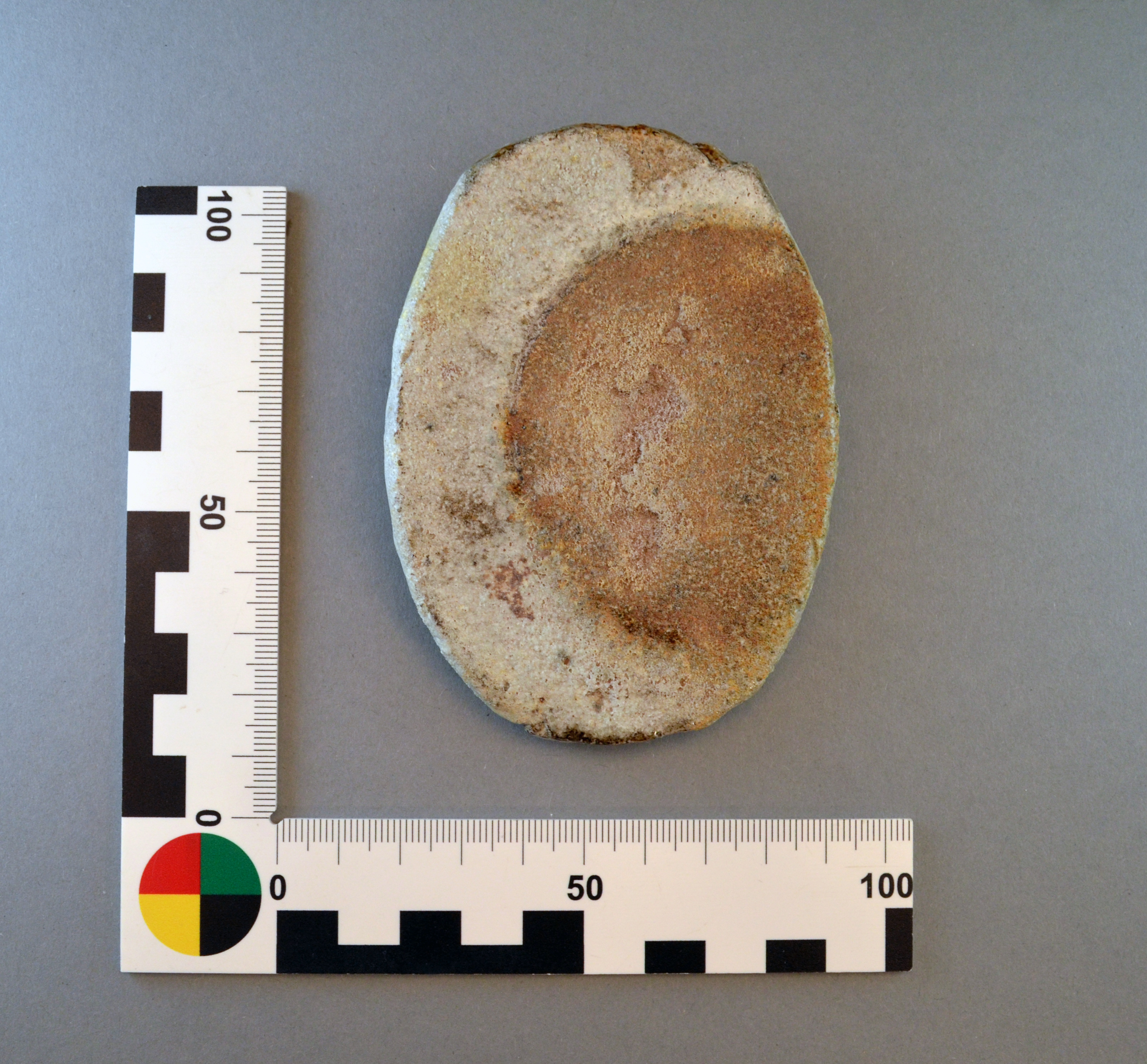
Für Raerener Steinzeug typische Brennhilfe

Die Raerener Steinzeugproduktion kennt Brennhilfen in längsovaler, rechteckigen und runder Form, die flachen Scheiben hatten oft halb- bis dreiviertelkreisförmige Randausschnitte, durch die sich der Glasurniederschlag auch auf der Gefäßinnenseite absetzen konnte. In großer Menge kommen in Raeren kleine runde Brennhilfen vor, die Abdrücke gerippter Band- oder Wulsthenkel aufweisen. Sie diente wohl zum Abstützen der empfindlichen Henkel. Ferner sind auch auffallend dicke Wülste, ringförmige Stücke und mehr oder weniger zufällig geformte Brennhilfen im Fundmaterial vertreten.

## Forschungsgeschichte
Zwischen 1870 und 1882 ließ Laurenz Heinrich Hetjens erste systematische Ausgrabungen in Raeren durchführen. Diese hatten zum Ziel, Gefäße für dessen Kunstsammlung zu gewinnen. Zusammen mit Gefäßen aus Ausgrabungen in Siegburg bildeten diese Funde den Grundstock für das Deutsche Keramikmuseum.
Eine erste zusammenfassende Darstellung des Raerener Steinzeugs legte Otto von Falke 1908 vor.
1949/50 begann Otto Eugen Mayer mit wissenschaftlichen Ausgrabungen im gesamten Töpfereibezirk. Bis zu seinem Tode im Jahre 1981 widmete sich Mayer der Erforschung der Geschichte des Raerener Steinzeugs und unternahm gemeinsam mit Michel Kohnemann und Leo Kever zahlreiche Ausgrabungen. Die Fundstücke Mayers, Kohnemanns und Kevers wurden zum Kern der Steinzeugsammlung des Töpfereimuseums Raeren.
Eine wissenschaftliche Aufarbeitung der blau-grauen Barockware des 17. Jahrhunderts, die dem Westerwälder Steinzeug zum Verwechseln ähnlich sieht, steht derzeit noch aus.

## Auszeichnungen
Am 8. Mai 2007 erhielt das Raerener Steinzeug und dessen Referenzsammlung im Töpfereimuseum von Raeren das Europäische Kulturerbe-Siegel.